# Ліпатов Валентин Миколайович
Валентин Миколайович Ліпатов (9 квітня 1930, Сміла, Українська РСР, СРСР) — український дипломат. Надзвичайний та Повноважний Посол (з 1992). Заступник Міністра закордонних справ України (1985—1996).

## Біографія
Народився 9 квітня 1930 року в місті Сміла на Черкащині. Вмер 1 жовтня 2020 року. Був заступником Постійного представника Української РСР в Організації об'єднаних націй. З 11 червня 1985 р. — 29 березня 1996 р. — заступник Міністра закордонних справ України. Член делегації України на 49-ій сесії Генеральної асамблеї ООН.. Член митно-тарифної ради України. Член урядової групи для ведення міжурядових переговорів з країнами-учасницями будівництва Криворізького гірничо-збагачувального комбінату окислених руд у питаннях, пов'язаних з продовженням спорудження цього комбінату, а також для координації роботи іноземних підрядних організацій. Член Української частини Міжурядової українсько-німецької комісії у справах депортованих німців, які повертаються в Україну.

## Дипломатичний ранг
- Надзвичайний і Повноважний Посол (26 лютого 1992 р., № 111)